# Шебек (ветроход)
Шебек е ветроходно-гребен въоръжен съд. Има две разновидности.
Първата е ветроходно-гребен тримачтов съд с коси ветрила. Използвало се е през Средните векове и в Новото време в Средиземно море за военни и транспортни цели, а също и за пиратство. Тесният и дълъг корпус с развал на бордовете и силно издаден напред форщевен осигурява на шебека добра мореходност. Шебека по конструкция на корпуса е близък с каравелата и галерата, но ги превъзхожда първите по скорост, а вторите по мореходност и въоръжение.
Дължината на шебека е 25 – 35 метра. В задната част на съда има палуба силно издадена отвъд кърмата. Най-голямата ширина на горната палуба съставлява около една трета от нейната дължина, формата на подводната част е изключително остра.
Въоръжението на шебека включва в себе си достатъчно много оръдия: от 16 до 24.
През втората половина на 18 век в Русия под такова име започват да се строят гребни съдове, въвеждащи се в състава на флота за замяна на галерите. Предназначението им е било да действат в крайбрежните райони.
Има до 20 чифта весла и три мачти с ветрила, спомагащи движението при попътен вятър.
Дължината им е до 35 m, въоръжението от 32 до 50 оръдия малък калибър.
След нея започва да се използва тартаната, появила се през 16 век.